# Béisbol en los Juegos Suramericanos de 2010
Se detallan los resultados de las competiciones deportivas para la especialidad de Béisbol
en los IX Juegos Suramericanos.

## Béisbol
El campeón de la especialidad Béisbol fue  Venezuela.

### Primera ronda
Disputada del 22 al 24 de marzo.
| Equipos             | PJ | PG | PP | Ave   | Dif |
| ------------------- | -- | -- | -- | ----- | --- |
| Venezuela           | 3  | 3  | 0  | 1.000 | 0.0 |
| Colombia            | 3  | 2  | 1  | 0.667 | 1.0 |
| Antillas Holandesas | 3  | 1  | 2  | 0.333 | 2.0 |
| Argentina           | 3  | 0  | 3  | 0.200 | 3.0 |

Resultados
| Fecha       | Visitante           | Resultado | Local               |
| ----------- | ------------------- | --------- | ------------------- |
| 22 de marzo | Venezuela           | 5-4       | Antillas Holandesas |
| 22 de marzo | Argentina           | 2-5       | Colombia            |
| 23 de marzo | Antillas Holandesas | 10-5      | Argentina           |
| 23 de marzo | Colombia            | 3-11      | Venezuela           |
| 24 de marzo | Argentina           | 4-16      | Venezuela           |
| 24 de marzo | Antillas Holandesas | 3-4       | Colombia            |

### Semifinal
Los equipos se enfrentaron según su posición en la ronda anterior, el 1° vs 4° y el 2° vs 3°
Resultados
| Fecha              | Visitante | Resultado | Local               |
| ------------------ | --------- | --------- | ------------------- |
| 26 de marzo, 09:00 | Venezuela | 11-1      | Argentina           |
| 26 de marzo, 13:00 | Colombia  | 3-2       | Antillas Holandesas |

### Final
Los ganadores de la fase anterior disputaron el oro y la plata, mientras los perdedores el bronce.
Resultados
| Fecha              | Visitante | Resultado | Local               |
| ------------------ | --------- | --------- | ------------------- |
| 27 de marzo, 09:00 | Argentina | 8-6       | Antillas Holandesas |
| 27 de marzo, 13:00 | Venezuela | 10-8      | Colombia            |

### Medallero
Los resultados del medallero por información de la Organización de los Juegos Medellín 2010
fueron:

#### Medallero total
País anfitrión en negrilla. La tabla se encuentra ordenada por la cantidad de medallas de oro
| Núm.  | País      | Oro | Plata | Bronce | Total | Orden por Total |
| ----- | --------- | --- | ----- | ------ | ----- | --------------- |
| 1     | Venezuela | 1   | 0     | 0      | 1     | 1               |
| 2     | Colombia  | 0   | 1     | 0      | 1     | 1               |
| 3     | Argentina | 0   | 0     | 1      | 1     | 1               |
| TOTAL | TOTAL     | 1   | 1     | 1      | 3     |                 |

Fuente: Organización de los IX Juegos Suramericanos Medellín 2010

#### Medallero por género
País anfitrión en negrilla. La tabla se encuentra ordenada por la cantidad de medallas de oro
| Clasificación por Oro | País      | Hombres | Hombres | Hombres | Hombres | Mujeres | Mujeres | Mujeres | Mujeres | Mixtos | Mixtos | Mixtos | Mixtos | TOTAL | Clasificación por Total |
| Clasificación por Oro | País      |         |         |         | Total   |         |         |         | Total   |        |        |        | Total  | TOTAL | Clasificación por Total |
| 1                     | Venezuela | 1       | 0       | 0       | 1       | 0       | 0       | 0       | 0       | 0      | 0      | 0      | 0      | 1     | 1                       |
| 2                     | Colombia  | 0       | 1       | 0       | 1       | 0       | 0       | 0       | 0       | 0      | 0      | 0      | 0      | 1     | 1                       |
| 3                     | Argentina | 0       | 0       | 1       | 1       | 0       | 0       | 0       | 0       | 0      | 0      | 0      | 0      | 1     | 1                       |
| TOTAL                 | TOTAL     | 1       | 1       | 1       | 3       | 0       | 0       | 0       | 0       | 0      | 0      | 0      | 0      | 3     |                         |

Fuente: Organización de los IX Juegos Suramericanos Medellín 2010